# Blomkålssvamp
Blomkålssvamp (Sparassis crispa) är en ätlig svamp som växer i tallskog som parasit på roten eller stammen på gamla tallar. 
Svampens fruktkropp består av en mycket liten fot, några få centimeter, och en mångflikig och månggrenad struktur som knappast kan kallas "hatt". Svampens struktur påminner om blomkål eller hjärnvindlingar. Blomkålssvampen kan växa till 20-30 centimeters storlek, men även större exemplar förekommer. Säsong: september-oktober. 

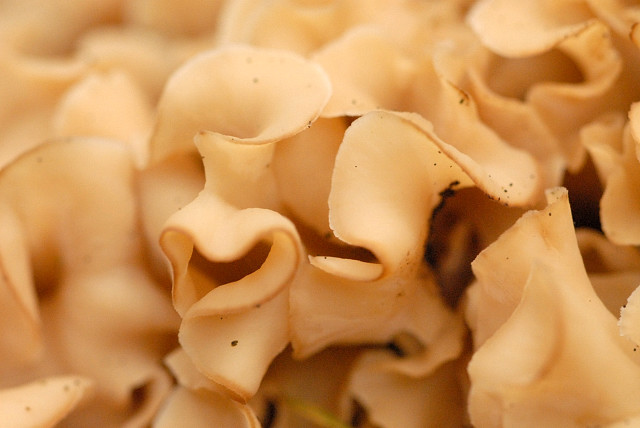
Närbild av den krusiga fruktkroppen

Den mjälla smaken och lena konsistensen gör blomkålssvampen en utmärkt matsvamp, men svampens månggrenade struktur gör den svår att rensa från insekter som kryper i den och jord som svampen vuxit igenom. Enklast rensas blomkålssvampen genom att låta den ligga i vatten ett tag; ett stänk vinäger får dessutom eventuella inkrupna insekter att krypa ut.